# 日映科学映画製作所
株式会社オール（旧商号:株式会社日映科学映画製作所(にちえいかがくえいがせいさくしょ)、商号変更後も屋号として使用）は、かつて存在したドキュメンタリー映画・教育映画、ビデオの製作会社。所在地は神奈川県横浜市中区。

## 概要
1950年に始まった日本映画社の人員整理、教育映画部解散に伴い、同社短篇（編）部門を日映学芸映画製作所と日映科学映画製作所とに分離して分社化した。日映科学映画製作所は、その一方の科学映画の人材を受け継いで、1951年に石本統吉によって設立された。
現存する日本の記録映画・教育映画の製作会社のなかでも記録映画社とならんで、社名変更をせず半世紀を超えて存在していたが、2015年に社名を株式会社オールと変更した。
官公庁から委託された映画・ビデオ制作が多数あった。
旧日本映画社教育映画部のスタッフばかりではなく、十字屋映画部からのスタッフを擁し、製作の石本統吉のもと、監督の中村麟子、撮影の小林米作ら多くの記録映画作家が活躍した。

## 沿革
- 1951年10月1日、設立。石本統吉が代表取締役を務める。日本映画社の屋上の木造の元組合事務所で記録映画・教育映画の製作を始めた。同じ屋上階には、日映美術、日映学芸映画製作所の事務所があった[3]。
- 1952年、『結核の生態』（20分・16ミリ・白黒）奥山大六郎脚本・監督、小林米作撮影が厚生大臣賞、第3回ブルーリボン賞教育文化映画賞。
- 1953年、第8回毎日映画コンクールで中村麟子脚本・演出『真空の世界』が教育文化映画賞受賞、文部大臣賞、キネマ旬報5位。
- 1954年、関川秀雄監督『つばめを動かす人たち』がウルグアイ記録映画祭特別賞。
- 1970年、第25回毎日映画コンクールで中村麟子脚本・演出『よみがえる金色堂』が教育文化映画賞受賞。金賞。
- 1978年、第8回土木学会映画コンクールで『都市化が水害を招く』が優秀賞受賞。
- 1980年、『川とともに』（企画：青森県）、土木学会映画コンクール最優秀賞。『日本の河川』（企画：建設省中部地方建設局）で、土木学会映画コンクール優秀賞。
- 2009年、第50回科学技術映像祭で『日本建築画像体系シリーズ　ヒートアイランド都市を救う風の道』（企画：NPOアジア都市環境学会）が優秀賞を受賞。
- 2023年1月23日、公式サイト上で同年3月31日をもって全業務を終了する旨を通知[4]、4月1日、横浜市中区新山下の「株式会社アルテック」に吸収合併される形で解散[5]。

## 事業内容
ドキュメンタリー映画・教育映画、ビデオの製作の他に、資料館の展示、インターネット向けの映像コンテンツの製作にも取り組んでいた。主要な取引先として、内閣府、財務省、文部科学省、厚生労働省、経済産業省、国土交通省、環境省、文化庁、国立劇場、各大企業。